# Camponotus diplopunctatus
Camponotus diplopunctatus är en myrart som beskrevs av Carlo Emery 1915. Camponotus diplopunctatus ingår i släktet hästmyror, och familjen myror.

## Underarter
Arten delas in i följande underarter:
- C. d. diplopunctatus
- C. d. subconvexus